# فرمانت (مینه‌سوتا)
فرمانت، مینه‌سوتا (به انگلیسی: Fairmont, Minnesota) یک شهر در ایالات متحده آمریکا است که در شهرستان مارتین واقع شده‌است.

## خصوصیات
فرمانت ۴۳٫۸۲ کیلومترمربع مساحت و ۱۰٬۶۶۶ نفر جمعیت دارد و ۳۶۱ متر بالاتر از سطح دریا واقع شده‌است.